# Frederik Louis Splitgerber
Frederik Louis Splitgerber (n. 1801 - f. 1845) fue un botánico, y pteridólogo neerlandés. Trabajó notablemente en la familia de las bignoniáceas.
En 1837, llegó a Surinam y se quedó hasta 1838. Sus colecciones, en parte, sirvieron de base para Dozy y Molkenboer en Prodromus florae bryologica.

## Algunas publicaciones
- 1844. Observationes de Bignoniaceis surinamensibus
- 1842. De plantis novis surinamensibus. 20 pp.

## Honores

### Eponimia
Especies (17)
- (Boraginaceae) Buglossoides splitgerberi (Guss.) Brullo[2]

- (Bromeliaceae) Vriesea splitgerberi (Mez) L.B.Sm. & Pittendr.[3]
- La abreviatura «Splitg.» se emplea para indicar a Frederik Louis Splitgerber como autoridad en la descripción y clasificación científica de los vegetales.[4]